# Aparallactus jacksonii
Aparallactus jacksonii (engelska: "Jackson’s centipede-eater") är en ormart inom familjen stilettormar som tillhör släktet tusenfotingssnokar.

## Kännetecken
Ormen är giftig. Den har en smal och slank kropp som är ljusbrun på ryggen vitbrun längre ner på sidan, med svart huvud och svart ner en bit bakom huvudet med en ljusbrun krage emellan.

## Utbredning
Arten lever i Etiopien, norra Tanzania, södra Sudan, Kenya, Somalia och Uganda.

## Levnadssätt
Lever i typisk terräng som vid foten av berget Kilimanjaro i Tanzania. Äter tusenfotingar och har vivipari fortplantning.